# Stenbäcken
Stenbäcken är en småort i Ockelbo socken i Ockelbo kommun, Gävleborgs län.